# 10124 Гемс
10124 Гемс (10124 Hemse) — астероїд головного поясу, відкритий 21 березня 1993 року.
Тіссеранів параметр щодо Юпітера — 3,583.